# Осадова диференціація
Осадова диференціація (рос. дифференциация осадочная, англ. sedimentery differentiation, нім. Sedi-mentdifferentiation f) – розділення продуктів вивітрювання в процесі осадоутворення за мінеральним, хімічним та механічним складом. 